# Traian (gmina w okręgu Bacău)
Traian – gmina w Rumunii, w okręgu Bacău. Obejmuje miejscowości Bogdănești, Hertioana de Jos, Hertioana-Răzeși, Traian i Zăpodia. W 2011 roku liczyła 2319 mieszkańców.